# Модок (Индијана)
Модок (енгл. Modoc) град је у америчкој савезној држави Индијана.

## Демографија
По попису из 2010. године број становника је 196, што је 29 (-12,9%) становника мање него 2000. године.
| Група             | 2000.       | 2010.       |
| Белци             | 215 (95,6%) | 186 (94,9%) |
| Афроамериканци    | 3 (1,3%)    | 1 (0,5%)    |
| Азијати           | 0 (0,0%)    | 0 (0,0%)    |
| Хиспаноамериканци | 2 (0,9%)    | 3 (1,5%)    |
| Укупно            | 225         | 196         |